# Arrondissements de la Haute-Vienne

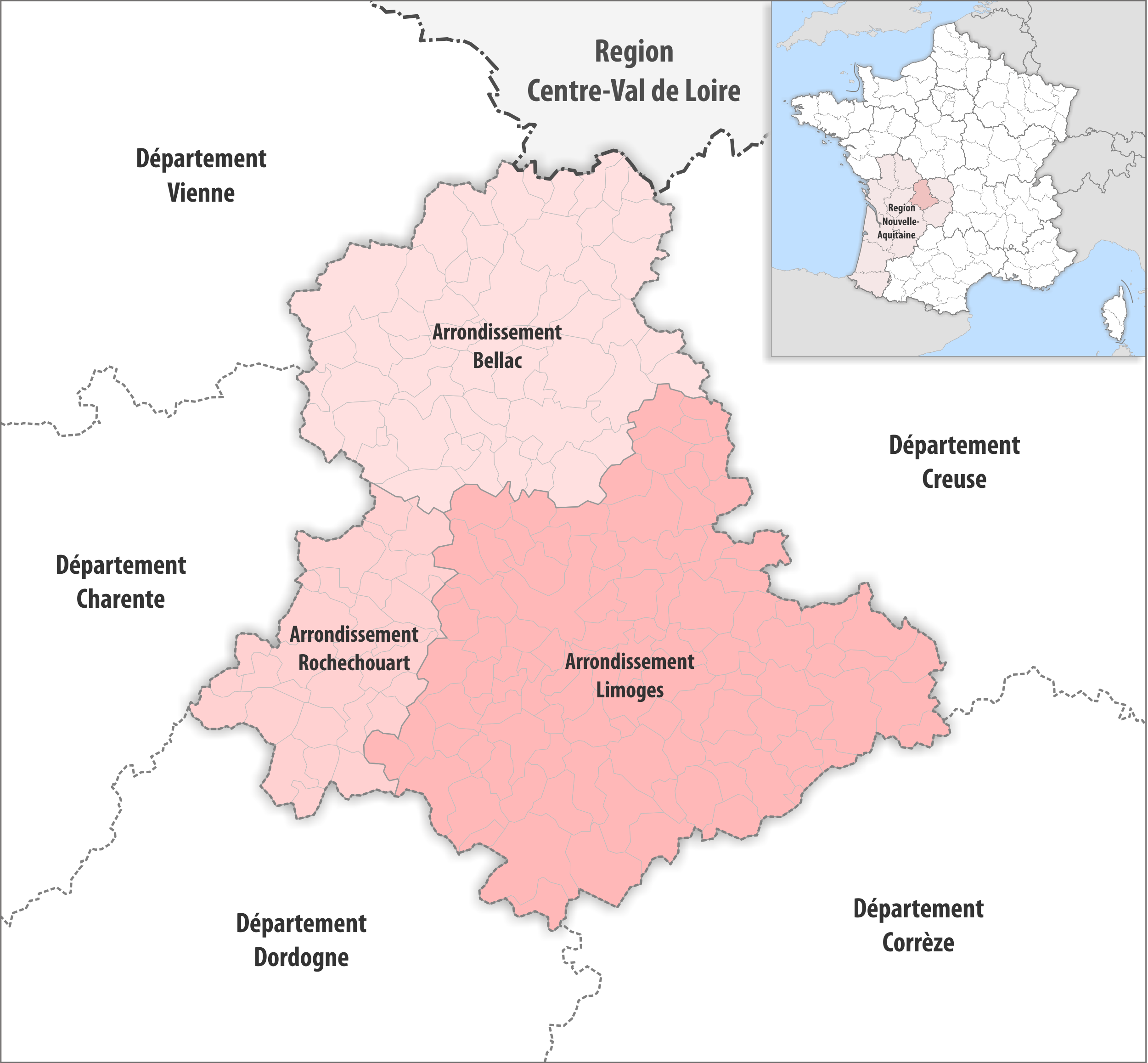
Les arrondissements de la Haute-Vienne en 2019.

Le département de la Haute-Vienne comprend trois arrondissements.

## Composition
| Nom                            | Code Insee | Superficie (km2) | Population (dernière pop. légale) | Densité (hab./km2) | Modifier             |
| ------------------------------ | ---------- | ---------------- | --------------------------------- | ------------------ | -------------------- |
| Arrondissement de Bellac       | 871        | 1 779,90         | 37 864 (2022)                     | 21                 | modifier les données |
| Arrondissement de Limoges      | 872        | 2 944,80         | 296 849 (2022)                    | 101                | modifier les données |
| Arrondissement de Rochechouart | 873        | 795,40           | 37 725 (2022)                     | 47                 | modifier les données |
| Haute-Vienne                   | 87         | 5 520,00         | 372 438 (2022)                    | 67                 | modifier les données |

## Histoire
- 1790 : création du département de la Haute-Vienne avec six districts : Bellac, Le Dorat, Limoges, Saint-Junien, Saint-Léonard, Saint-Yrieix
- 1800 : création des arrondissements : Bellac, Limoges, Rochechouart, Saint-Yrieix
- 1926 : suppression de l'arrondissement de Saint-Yrieix